# George Hewston
George Hewston (Filadelfia, 11 settembre 1826 – San Francisco, 4 settembre 1891) è stato un politico statunitense, 16° sindaco di San Francisco.